# Hefty Fine
Hefty Fine četvrti je studijski album američkog sastava Bloodhound Gang, objavljen 27. rujna 2005.
To je njihov prvi novi materijal nakon albuma Hooray for Boobies, objavljenog 2000. Album se nalazio na 24. mjestu Billboard 200 top liste. Pjesma Something Diabolical snimljena je u suradnji s pjevačem finskog sastava HIM, Ville Valom, a Uhn Tiss Uhn Tiss Uhn Tiss s pjevačicom Natashom Thorp.

## Popis pjesama
1. "Strictly for the Tardcore" – 0:09
2. "Balls Out"  – 4:19
3. "Foxtrot Uniform Charlie Kilo" – 2:53
4. "I'm the Least You Could Do" – 3:58
5. "Farting with a Walkman On" – 3:26
6. "Diarrhea Runs in the Family" – 0:24
7. "Ralph Wiggum" – 2:52
8. "Something Diabolical" – 5:10
9. "Overheard in a Wawa Parking Lot" – 0:04
10. "Pennsylvania" – 2:57
11. "Uhn Tiss Uhn Tiss Uhn Tiss" – 4:20
12. "Jackass" - 2:26
13. "No Hard Feelings"/"Hefty Fine" - 9:14

## Top liste

### Album
| Godina | Top lista              | Pozicija |
| ------ | ---------------------- | -------- |
| 2005.  | European Top 100 Album | -        |
| 2005.  | The Billboard 200      | 24       |

### Singlovi
| Godina | Singl                          | Top lista             | Pozicija |
| ------ | ------------------------------ | --------------------- | -------- |
| 2005.  | "Foxtrot Uniform Charlie Kilo" | Njemačka              | 15       |
| 2005.  | "Foxtrot Uniform Charlie Kilo" | Nizozemska - Top 40   | 37       |
| 2005.  | "Uhn Tiss Uhn Tiss Uhn Tiss"   | Belgija - UltraTop 50 | 11       |
| 2005.  | "Uhn Tiss Uhn Tiss Uhn Tiss"   | Nizozemska - Top 40   | 23       |
| 2005.  | "Uhn Tiss Uhn Tiss Uhn Tiss"   | Njemačka              | 25       |
| 2005.  | "Uhn Tiss Uhn Tiss Uhn Tiss"   | Litva - M-1 TOP 40    | 3        |